# Tomas Pačėsas
Tomas Pačėsas (Kaunas, Lituania, 11 de noviembre de 1971) es un exbaloncestista lituano que medía 1,90 metros y cuya posición en la cancha era la de escolta. Hasta 2017 entrenó al BC Lietuvos Rytas.

## Clubes como jugador
- 1994-95 Liga de Lituania. Lavera Kaunas.
- 1995-96 Liga de Lituania. Atletas Kaunas.
- 1996-97 Liga de Lituania. Alytus Alita.
- 1997-98 Ucrania Odessa
- 1997-98 Liga de Lituania. Atletas Kaunas.
- 1998-99 Liga de Israel. Maccabi Rishon LeZion.
- 1999-01 Liga de Rusia. Ural Great Perm.
- 2001-02 Liga de Polonia. Legia Varsovia.
- 2002-03 Liga de Polonia. Anwil Włocławek.
- 2003-07 Liga de Polonia. Prokom Sopot.

## Clubes como entrenador
- 2007-09 Prokom Sopot
- 2009-12 Prokom Gdynia
- 2016-17 BC Lietuvos Rytas

### Palmarés Selección
- Juegos Olímpicos de Atlanta 1996. Lituania. Medalla de Bronce.